# 24 Dywizja Górska SS „Karstjäger”
24 Dywizja Górska SS „Karstjäger” dywizja grenadierów pancernych Waffen-SS sformowana w lipcu 1944 roku na skutek rozwinięcia sformowanej w lipcu 1942 kompanii, a od listopada tego samego roku batalionu wysokogórskiego SS (SS-Karstwehr-Bataillon).
Służyli w niej volksdeutsche z południowego Tyrolu, Włosi, Słoweńcy, Chorwaci, Serbowie, Ukraińcy. W trakcie szkolenia jednostka zajmowała się zwalczaniem partyzantki w Jugosławii i we Włoszech. Ze względu na małą liczebność (około 3000 żołnierzy) w grudniu 1944 przekształcono ją w brygadę, zaś w lutym 1945 ponownie podniesiono do statusu dywizji. Walczyła w północnej Jugosławii z wojskami radzieckimi i bułgarskimi. W maju 1945 poddała się Amerykanom.

## Dowódcy
- SS-Obersturmbannführer Karl Marx (sierpień – grudzień 1944)
- SS-Sturmbannführer Werner Hahn (grudzień 1944 – luty 194)
- SS-Oberführer Adolf Wagner (luty – maj 1945)

## Skład
- 59 Pułk Strzelców Górskich SS
- 60 Pułk Strzelców Górskich SS
- 24 Pułk Artylerii Górskiej SS
- kompania pancerna, sanitarna, łączności, pionierów, bateria artylerii górskiej

Liczebność zmieniała się od 1799 do 5563 żołnierzy.